# Лимоненожълта мухоморка
Лимоненожълтата мухоморка, наричана също жълта мухоморка (Amanita citrina), е вид отровна базидиева гъба от семейство Мухоморкови (Amanitaceae).

## Описание
Шапката достига до 10 cm в диаметър. Когато е напълно развита, става широко дъговидна до плоска. Ръбът ѝ първоначално е подвит навътре, а след това става гладък и изправен. На цвят е зеленеещо жълта, бледолимонена или светложълта, като с времето обикновено избледнява, понякога почти до бяла. При влажни условия става лепкава, а на припек – лъскава. Покрита е с произволно разположени бели, сивкави или бежови парцалчета. Пънчето е право, цилиндрично, бяло на цвят, към върха с жълтеникаво ципесто пръстенче, а в основата удебелено и покрито със сраснали се с него остатъци от общото покривало. Месото е бяло, под кожицата жълтеникаво. На вкус е неприятно и мирише на сурови картофи. Гъбата е отровна, тъй като съдържа алфа-аманитин и фалоидин, подобно на други видове мухоморки.

## Местообитание
Среща се през юли – октомври в широколистни и смесени гори, най-често дъбови.